# 남가새

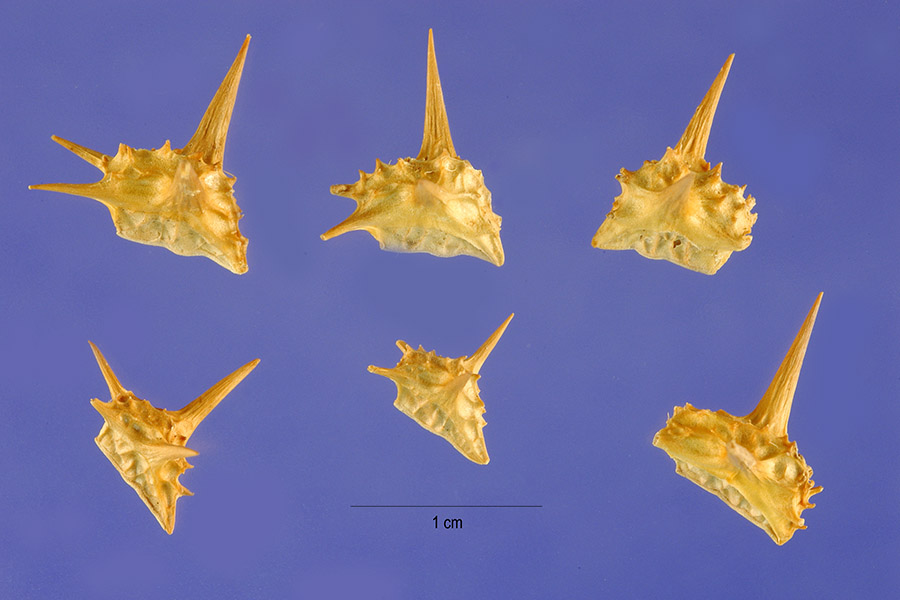
남가새 열매의 가시

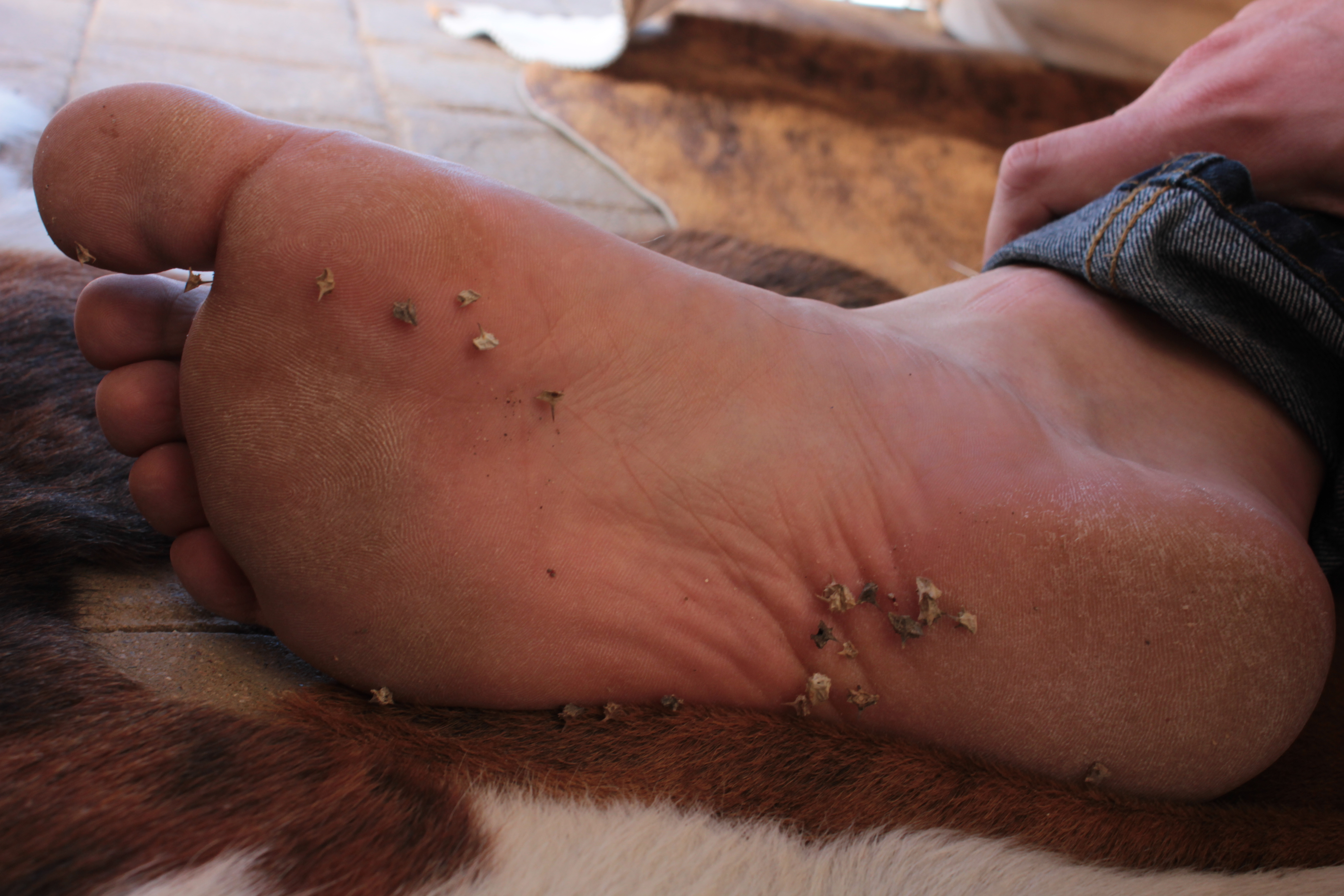
질려(蒺藜)는 찔레와 함께 찔림을 이르는가?

남가새는 흔히 바닷가 모래밭에서 자라는 한해살이 풀이다. 세계 각지의 아열대와 온대의 건조한 기후에 잘 적응하였다. 한국에서는 제주도와 전라남도의 바닷가에서 많이 자란다.
줄기는 길이가 1미터 정도 자란다. 잎은 깃털 모양으로 마주난다. 여름에 노란 꽃이 잎겨드랑이에서 핀다. 껍질이 딱딱하고 가시가 돋친 열매는 혈압을 낮추는 약으로 쓰인다.

## 명칭
남가새의 원말은 '납가싀' 등으로 적었다. 그 뒷부분 '가싀'는 이제 '가시'이므로, 현재의 표준어 '남가새'는 뜻이 흐려진 형태다. 이같은 와전은 하찮은 밤을 이르던 옛말 말밤[末栗]이 이제 '마름'으로 와전되어 뜻이 흐려진 경우와 비슷하다.
남가새는 한자어 질려(蒺藜), 중국어 질리(蒺藜), 일본어 하마비시(浜菱, ハマビシ) 등으로 번역된다. 영어 속명은 puncture vine 등 수없이 많다. 학명 Tribulus terrestris는 말하자면 묻밤[地栗]. 이것은 tribulus 곧 water chestnut 말하자면 물밤[水栗]의 반대말이다.
남가새를 이르는 중국어 질리(蒺藜)는 마름을 이르는 라틴어 tribulus, 영어 caltrop, 한국어 '마름'의 원말 '말밤'처럼 열매에 가시가 돋친 초본 식물의 이름이면서 꼬챙이 무기 마름쇠를 이른다.

## 같이 보기
- 마름
- 마름쇠